# Phú Sơn (Hanoi)
Phú Sơn is een xã in het district Ba Vì, een van de districten in de Vietnamese hoofdstad met provincierechten Hanoi. Phú Sơn heeft ruim 10.100 inwoners op een oppervlakte van 13,72 km².

## Geografie en topografie
Phú Sơn ligt op de oostelijke oever van de Đà, een rivier, die stroomt vanaf het Hòa Bìnhmeer in Hòa Bình naar het noorden om ter hoogte van Phong Vân in de Rode Rivier te stromen.
Aangrenzende xã's zijn Xuân Lộc, Thái Hòa, Đồng Thái, Vật Lại, Cẩm Lĩnh en Tòng Bạt. In het westen grenst Phú Sơn aan huyện Thanh Thủy in Phú Thọ.

## Verkeer en vervoer
De belangrijkste verkeersader is de quốc lộ 32. Deze ruim 400 kilometer lange weg gaat door de provincies Hanoi, Phú Thọ, Yên Bái en Lai Châu. In xã Sơn Bình in huyện Thanh Thủy sluit deze weg aan op quốc lộ 4D.
Andere belangrijke verkeersaders zijn tỉnh lộ's, te weten de 411 en de 413. De 411 verbindt Tòng Bạt met Cổ Đô. De 413 sluit op de grens met Tòng Bạt aan de op de 411. De 413 verbindt Phú Sơn met Sơn Đà en Thanh Mỹ in de thị xã Sơn Tây.